# Adolf Eugen Fick
Adolf Eugen Fick (Kassel, 3 de setembro de 1829 — Blankenberge, 21 de agosto de 1901) foi um médico alemão, que inventou a tonometria.
Em 1855 apresentou a Lei de Fick, que governa a difusão de gás através de uma membrana líquida.
Fick foi um dos grandes precursores do estudo da física aplicada ao corpo humano. Adolf publicou e contribuiu com diversas obras sobre o assunto. Alguns exemplos são suas contribuições ao livro Supplementband Zu Müller-Pouillet's Lehrbuch Der Physik, no qual abordou assuntos como a contração muscular, astigmatismo, a mecânica do esqueleto e, em 1856, a publicação da obra Die Medizinische Physik, que inclui resultados de suas pesquisas sobre a física envolvida nos sistemas repiratórios e circulatório, além dos mecanismos de aquecimento do corpo.
Além disso, as teorias e pincipios descobertos por Fick tiveram impacto direto na medicina. Em 1870, Adolf propôs uma técnica para medir o débito cardíaco, que seria o volume de sangue bombeado em um minuto. O método continua sendo utilizado até os dias atuais.